# Ardisia lurida
Ardisia lurida Blume – gatunek roślin z rodziny pierwiosnkowatych (Primulaceae). Występuje naturalnie w Malezji oraz Indonezji (w Kalimantanie, na Jawie i Sumatrze). 

## Morfologia
PokrójZimozielony krzew dorastający do 6–7 m wysokości.
LiścieBlaszka liściowa jest skórzasta i ma lancetowaty lub podługowato lancetowaty kształt. Mierzy 25 cm długości oraz 6 cm szerokości, jest całobrzega, ma klinową nasadę i spiczasty wierzchołek. Ogonek liściowy jest nagi i ma 15–17 mm długości.
KwiatyZebrane w wierzchotkach przypominających baldachy (o 5–8 cm długości), wyrastających z kątów pędów. Mają działki kielicha o owalnym kształcie. Płatki są owalne i mają białą barwę oraz 10 mm długości.
OwocPestkowce mierzące 10 mm średnicy, o kulistym kształcie.

## Biologia i ekologia
Rośnie w lasach. 